# Cañitas
Cañitas és una petita localitat de l'Uruguai, ubicada a l'est del departament de Cerro Largo. Té una població aproximada de 100 habitants, segons les dades del cens del 2004.
Es troba a 61 metres sobre el nivell del mar.